# Eremopterix
Eremopterix Kaup, 1836 (dal greco érémos, solitario e ptérix, ala) è un genere di uccelli della famiglia degli Alaudidi.

## Distribuzione e habitat
È diffuso in India e in Africa.

## Sistematica
Comprende le seguenti specie:
- Eremopterix australis (A.Smith, 1836) - allodola passerina australe
- Eremopterix hova (Hartlaub, 1860) - allodola del Madagascar
- Eremopterix nigriceps (Gould, 1839) - allodola passerina capinera
- Eremopterix leucotis (Stanley, 1814) - allodola passerina orecchie bianche
- Eremopterix griseus (Scopoli, 1786) - allodola passerina capocenerino
- Eremopterix signatus (Oustalet, 1886) - allodola passerina testacastana
- Eremopterix verticalis (A.Smith, 1836) - allodola passerina dorsogrigio
- Eremopterix leucopareia (G.A.Fischer & Reichenow, 1884) - allodola passerina di Fischer